# Namibië op de Olympische Zomerspelen 2016
Namibië nam deel aan de Olympische Zomerspelen 2016 in Rio de Janeiro, Brazilië. De selectie bestond uit tien atleten, actief in vier verschillende sporten. Bokser Jonas Junias droeg de Namibische vlag bij de openingsceremonie; wielrenster Michelle Vorster deed dat tijdens de sluitingsceremonie.

## Deelnemers en resultaten
(m) = mannen, (v) = vrouwen 

### Atletiek
| Olympiër          | Discipline   | Resultaat | Prestatie |
| ----------------- | ------------ | --------- | --------- |
| Mynhardt Kawanivi | marathon (m) | 70e       | 2:20.45   |
|                   |              |           |           |
| Alina Armas       | marathon (v) | 75e       | 2:44.20   |
| Helalia Johannes  | marathon (v) | 56e       | 2:39.55   |
| Beata Naigambo    | marathon (v) | 41e       | 2:36.32   |

### Boksen
| Olympiër          | Discipline | Resultaat | Prestatie                                                              |
| ----------------- | ---------- | --------- | ---------------------------------------------------------------------- |
| Mathias Hamunyela | –49kg (m)  | 9e        | 1ste ronde: W van AZE Huseynov: 3–0 2de ronde: V van KAZ Zhakypov: 0–3 |
| Jonas Junias      | –64kg (m)  | 17e       | 1ste ronde: V van FRA Amzile: 0–3                                      |

### Schietsport
| Olympiër    | Discipline | Resultaat | Prestatie                                  |
| ----------- | ---------- | --------- | ------------------------------------------ |
| Gaby Ahrens | trap (v)   | 9e        | kwalificatie: 9de met 66 punten (23-22-21) |

### Wielersport
| Olympiër         | Discipline   | Resultaat    | Prestatie    |
| Mountainbike     | Mountainbike | Mountainbike | Mountainbike |
| ---------------- | ------------ | ------------ | ------------ |
| Michelle Vorster | vrouwen      | 26e          | LAP          |
| Weg              |              |              |              |
| Dan Craven       | mannen       | DNF          | DNF          |
|                  |              |              |              |
| Vera Adrian      | vrouwen      | DNF          | DNF          |